# Klingenberg (lübisch-dänisches Adelsgeschlecht)

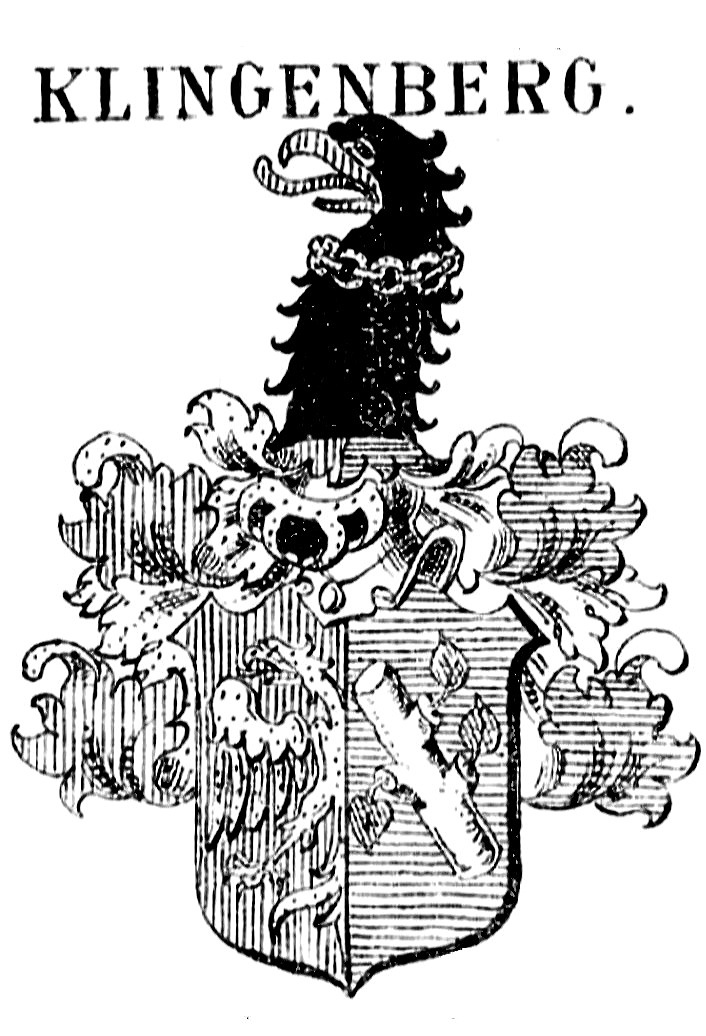
Stammwappen des ursprünglich lübischen Ratsherrengeschlechts

Klingenberg ist der Name eines dänischen Adelsgeschlechts, das ursprünglich im 14. Jahrhundert als Ratsherrengeschlecht in Lübeck anerkannt war und aus der exklusiven Zirkelgesellschaft („Adeliche Geschlechter der Circkel Gesellschafft zu Lübeck“) heraus lübische Ratsherren und Bürgermeister stellte. 300 Jahre später wurde es in den Dänischen Adel aufgenommen.
Die Familie ist zu unterscheiden von dem schwäbischen Adelsgeschlecht Klingenberg.

## Geschichte
Die Geschichte des Geschlechts beginnt in Lübeck mit dem Ratsherren Wedekin von Reval, der das Haus Mengstraße 12 in Lübeck bewohnte und dem Lübecker Rat von 1299 bis 1309 angehörte. Sein Enkel, der Ratsherr Wedekin Klingenberg, übernahm später das Wohn- und Geschäftshaus des Großvaters in prominenter Lage direkt an der Lübecker Marienkirche und war von 1344 bis zum Pestjahr 1350 Ratsherr der Stadt. Er war mit dem Ratsherrn Hermann Warendorp verschwägert, der in erster Ehe eine Schwester Klingenbergs geheiratet hatte. Wedekin Klingenberg selbst vernetzte sich in der Stadt weiter durch seine Ehe mit Hildegund (Hille), einer Tochter des Ratsherrn Hinrich von Bokholt. Die Eheleute haben in der gegenüberliegenden Marienkirche eine Fürbitttafel hinterlassen, die heute im St. Annen-Museum verwahrt wird. Beider Sohn Goswin Klingenberg wurde als Mitglied der patrizischen Zirkelgesellschaft ebenfalls Ratsherr und Lübecker Bürgermeister. Nach den bürgerlichen Unruhen zu Beginn des 15. Jahrhunderts begab er sich ins Exil nach Lüneburg, wo er 1416 drei Monate vor der Rückkehr des Alten Rats verstarb. Goswins Sohn Johann Klingenberg († 1454) wurde ebenfalls als Mitglied der Zirkelgesellschaft Ratsherr und Bürgermeister in Lübeck. Neben diesem von 1344 bis 1454 ratssässigen Familienzweig war auch Wedekin Klingenbergs Bruder Johann Klingenberg († 1356) bereits seit 1337 im Lübecker Rat vertreten. Seine kunsthistorisch herausragende Messinggrabplatte wurde bis auf einzelne Fragmente beim Luftangriff auf Lübeck am 29. März 1942 zerstört. Dessen Sohn Johann Klingenberg († 1371) folgte dem Vater ebenfalls in den Rat nach. Seine Ehefrau heiratete nach seinem Tod in zweiter Ehe seinen Vetter, den bereits erwähnten Bürgermeister Goswin Klingenberg.
Die Familie hatte in der Zeit ihrer Lübecker Blüte in landwirtschaftlichen Grundbesitz (Lübsche Güter) als Rentenanlage investiert und wurde so im Umland ansässig. Andere Familienmitglieder verlegten den Lebensmittelpunkt nach Hamburg. Hier war es wieder glückliche Heiratspolitik, die 300 Jahre später ein politisches wie wirtschaftliches Comeback im Umfeld der großkaufmännischen niederländischen Familie Marselis begünstigte. Paul von Klingenberg (* 1615; † 1690) wurde Generalpostmeister von Dänemark und Norwegen und erhielt 1669 in Anerkennung seiner Verdienste um das dänische Postwesen den dänischen Adel. Die Familie erwarb erneut umfangreichen landwirtschaftlichen Grundbesitz als Familienvermögen in Hanerau-Hademarschen und im Norden Jütlands, besonders in Thy. Letzter männlicher Namensträger dieses Familienzweigs war der dänische Kammerherr Frederik von Klingenberg (* 1716; † 1783), der lange Jahre als Amtmann im Amt Haderslev wirkte.

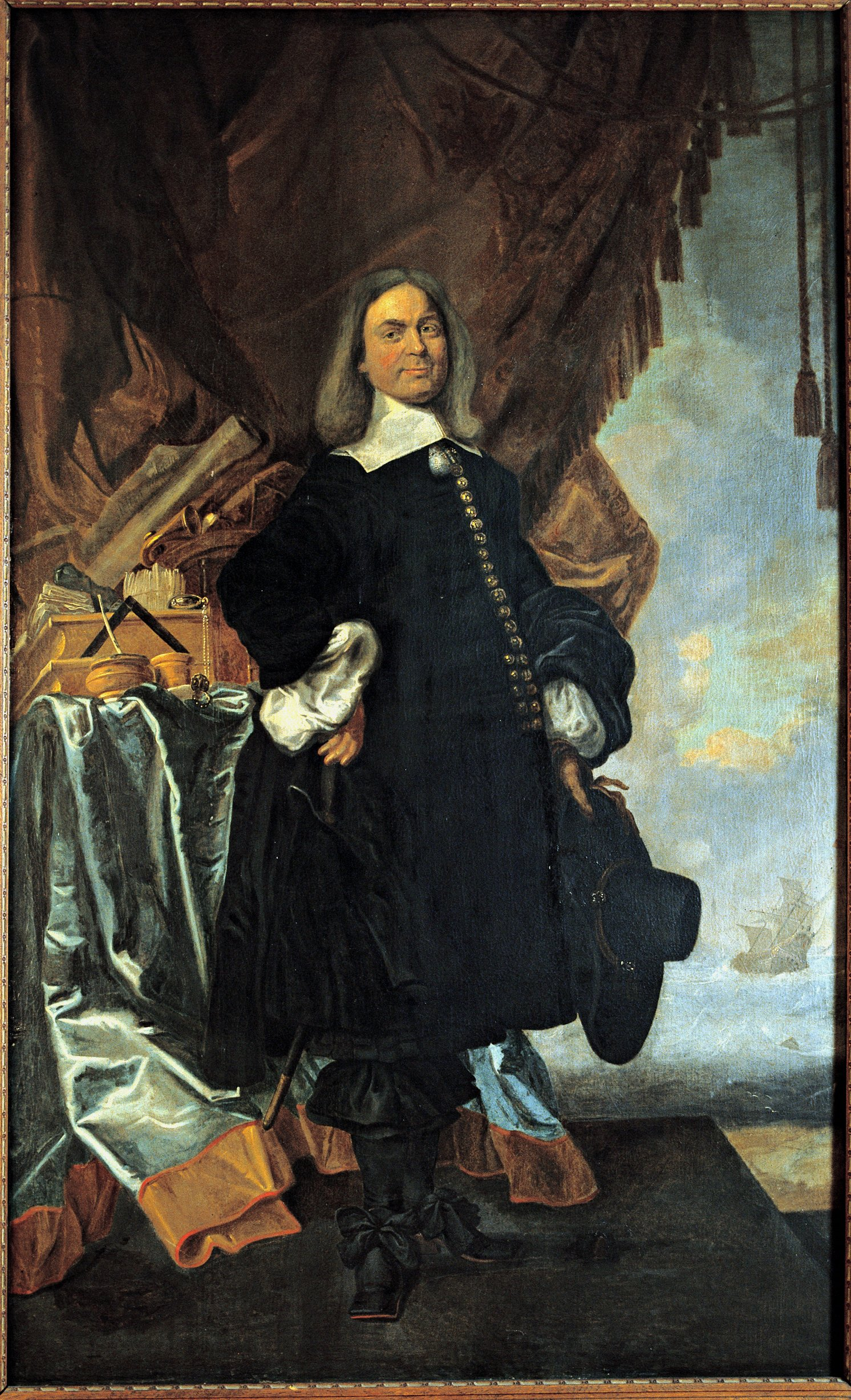
Paul von Klingenberg d. Ä. (1660er Jahre)
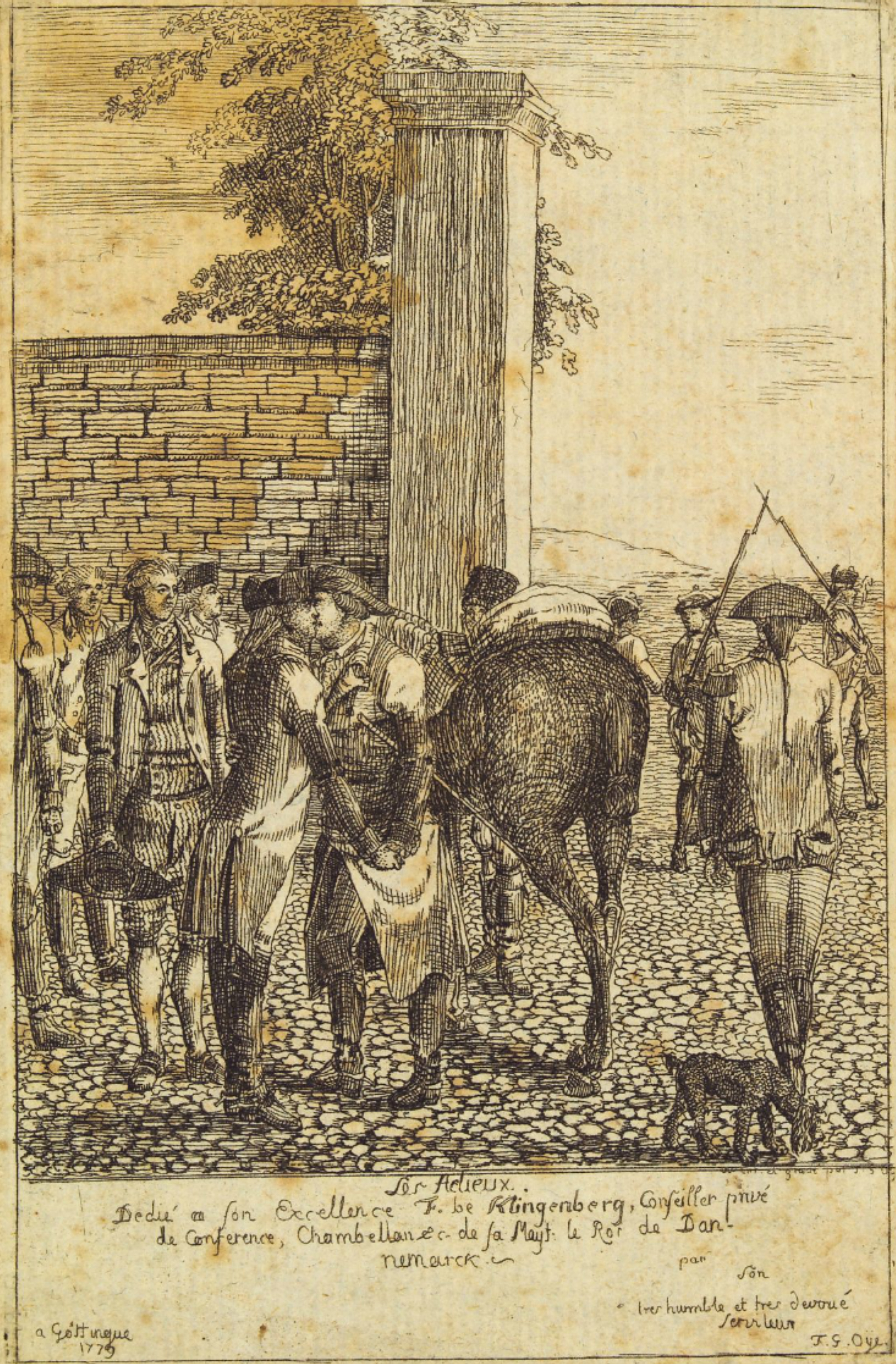
Frederik von Klingenberg (1779)

## Wappen
Das Wappenschild ist vertikal geteilt. Rechts ein an die Teilungslinie angeschlossener halber, goldener Adler im roten Feld. Links im roten (blauen) Feld ein schrägrechts liegender, dünner Eichenstamm, der an beiden Enden abgetrennt ist und oben links zwei und unten rechts ein Blatt zeigt. Dieses Wappen wurde bereits im Mittelalter als Siegel geführt. Es ist auch auf der Fürbitttafel von Wedekin und Hildegund Klingenberg neben dem Bokholtschen Wappen der Ehefrau zu sehen, sowie beidseitig auf der Messinggrabtafel des Johann Klingenberg († 1356). Dort ist der Eichenast allerdings noch balkenweise gelegt, mit oben zwei Blättern, unten einem Blatt, je senkrecht stehend.

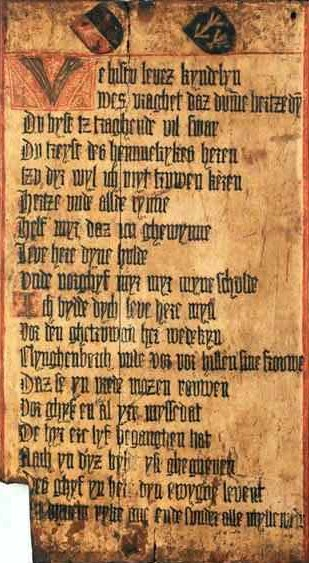
Fürbitttafel von Wedekin und Hildegund Klingenberg (um 1350)
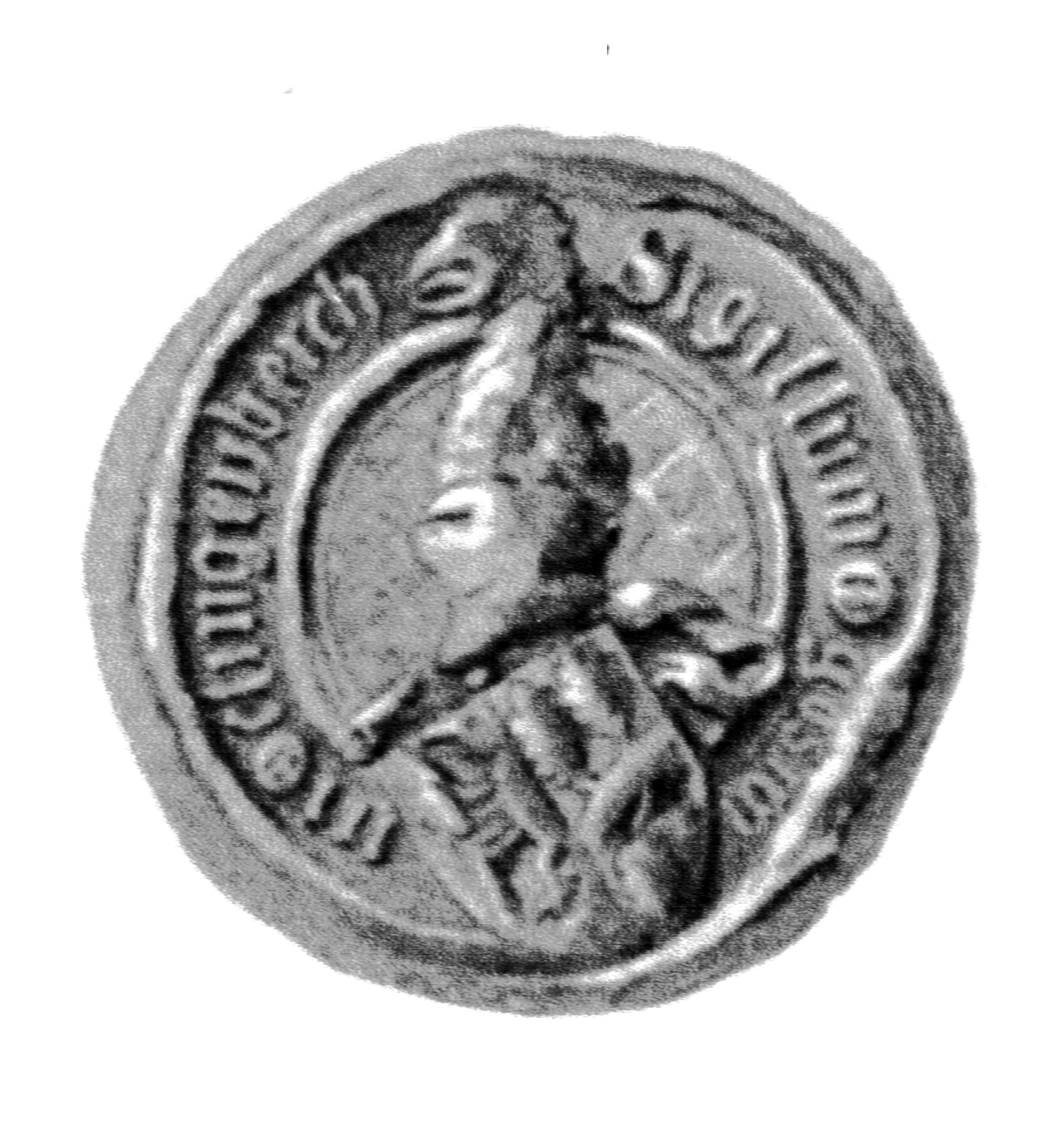
Siegel des Bürgermeisters Goswin Klingenberg, circa 1408, in: Siegel des Mittelalters aus den Archiven der Stadt Lübeck
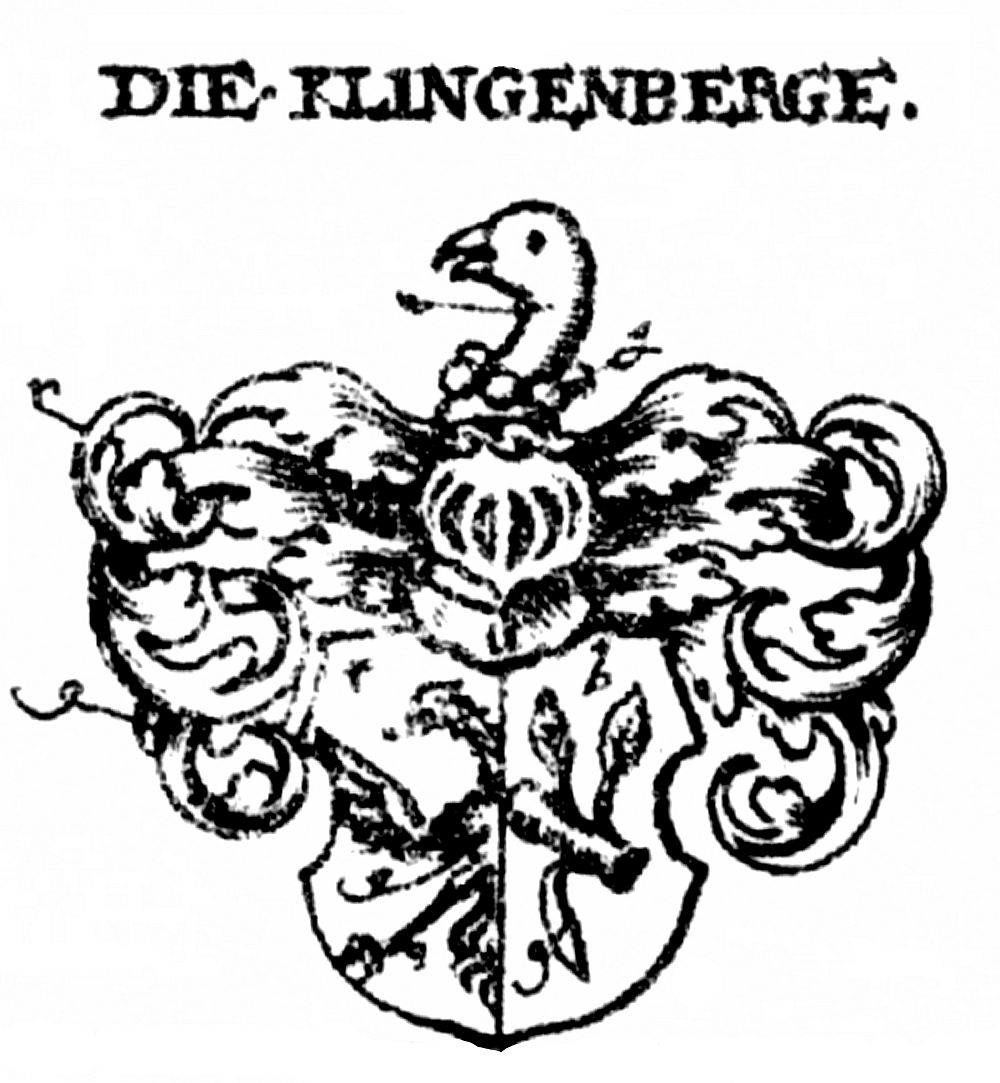
Wappen in Siebmachers Wappenbuch (1703) bei den Wappen der Familien der Zirkelgesellschaft
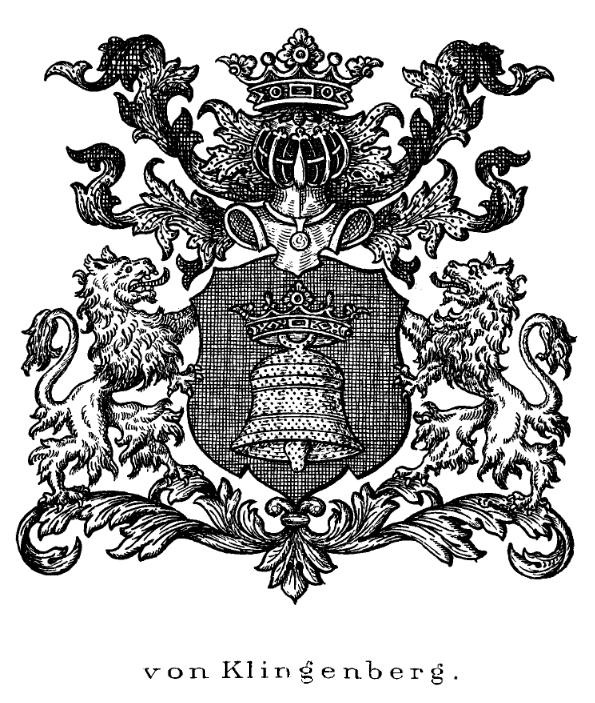
1669 verliehenes dänisches Wappen

Das dänische Adelswappen zeigt eine gekrönte goldene Glocke im schwarzen Feld.

## Familienangehörige

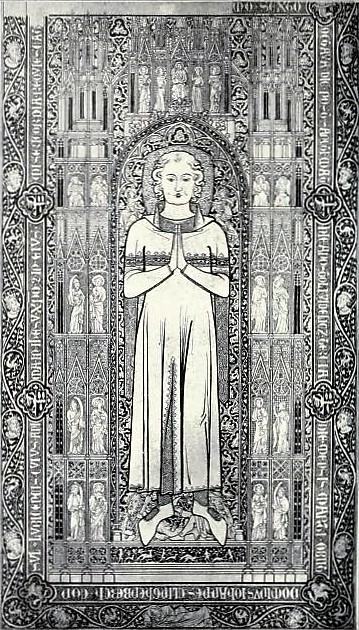
Messinggrabplatte des Johann Klingenberg (Zeichnung von Carl Julius Milde aus dem Jahr 1853) in der Petrikirche

- Eberhard Klingenberg (~ 1308), Lübecker Bürger
  - Wedekin Klingenberg († 1350), seit 1344 Ratsherr in Lübeck
    - Goswin Klingenberg († 1416), Ratsherr und Lübecker Bürgermeister
      - Johann Klingenberg († 1454), Ratsherr und Lübecker Bürgermeister

  - Johann Klingenberg († 1356), seit 1337 Ratsherr in Lübeck
    - Johann Klingenberg († 1371), seit 1368 Ratsherr in Lübeck

  - Everhard Klingenberg (~ 1376), Lübecker Bürger, verfasste 1376 sein Testament.[16]

.
.
.
- Paul von Klingenberg (* 1615; † 1690), Generalpostmeister von Dänemark und Norwegen, 1669 dänisch nobilitiert ⚭ Elisabeth (1637–1663), Tochter von Albert Baltzer Berns/Behrens (1602–1652), Nichte von Gabriel Marselis
  - Paul von Klingenberg (der Jüngere) (* 1653; † 1723), Konferenzrat ⚭ (1) Edel Elisabeth Bielke/Bjelke (1664–1708), Tochter von Henrik Bjelke ⚭ (2) Ulrikka Augusta von Speckhan (1677–1758)
    - (aus 1) Henrik von Klingenberg (* 1685; † 1716), Justizrat ⚭ Marie Charlotte Amalie Giedde 
      - Poul von Klingenberg (* 1714; † 1771), dänischer Major
      - Frederik von Klingenberg (* 1716; † 1783), dän. Kammerherr und Geheimer Rat, Amtmann im Amt Haderslev[17]

    - (aus 1) Frederike Klingenberg (* 1699; † 1755) ⚭ Alexander Tilemann von Heespen (1677–1738) auf Hemmelmark, Rat am Obergericht Gottorf